# Goudspikkelige dikkopmot
De goudspikkelige dikkopmot (Scythris picaepennis) is een vlinder uit de familie dikkopmotten (Scythrididae). De wetenschappelijke naam is voor het eerst geldig gepubliceerd in 1828 door Haworth.
De soort komt voor in Europa.